# Sam Nilsson
Sam-Olof Nilsson (Norsjö, 18 de julho de 1936 - morte divulgada em dezembro de 2020) foi um jornalista sueco. Ele foi o Presidente da Sveriges Television de 1981-1999. Nilsson é ex-político do Partido Moderado.